# Renovació Nacional
Renovació Nacional (RN), en castellà i oficialment Renovación Nacional, és un partit polític xilè de centredreta conservadora-liberal fundat el 29 d'abril de 1987. El partit es caracteritza per ser la cara moderada de Chile Vamos, coalició política que comparteix amb la Unió Demòcrata Independent (UDI), Evolució Política (Evópoli) i el Partit Regionalista Independent Demòcrata (PRI).
El seu president és Mario Desbordis, successor de Cristián Monckeberg, i actualment els seus principals líders són els senadors Manuel José Ossandón, Andrés Allamand i Francisco Chahuán.

## Resultats electorals

### Eleccions parlamentàries
| Any  | Diputats  | Diputats | Diputats | Senadors | Senadors | Senadors |
| Any  | Vots      | %        | Escons   | Vots     | %        | Escons   |
| ---- | --------- | -------- | -------- | -------- | -------- | -------- |
| 1989 | 1.242.432 | 18,28    | 29 / 120 | 731.678  | 10,76    | 13 / 47  |
| 1993 | 1.098.852 | 16,31    | 29 / 120 | 279.580  | 14,92    | 11 / 47  |
| 1997 | 971.903   | 16,77    | 23 / 120 | 629.394  | 14,85    | 7 / 49   |
| 2001 | 845.865   | 13,77    | 18 / 120 | 342.045  | 19,74    | 7 / 49   |
| 2005 | 920.524   | 14,12    | 19 / 120 | 515.185  | 10,8     | 8 / 38   |
| 2009 | 1.165.679 | 17,82    | 18 / 120 | 382.728  | 20,19    | 8 / 38   |
| 2013 | 924.780   | 14,90    | 19 / 120 | 730.915  | 16,24    | 7 / 38   |
| 2017 | 1.067.270 | 17,80    | 36 / 155 | 349.622  | 20,98    | 7 / 43   |
| 2021 | 693.474   | 10,96    | 25 / 155 | 549.436  | 11,80    | 12 / 50  |

No s'inclou independents en llistes de RN o que posteriorment s'adhereixen a RN (Fonts: Ministerio del interior i TRICEL).

### Eleccions municipals
| Any  | Alcaldes  | Alcaldes  | Alcaldes | Regidors    | Regidors | Regidors    |
| Any  | Vots      | %         | Escons   | Vots        | %        | Escons      |
| ---- | --------- | --------- | -------- | ----------- | -------- | ----------- |
| 1992 |           |           | 32 / 334 | 861.784     | 13,44    | 412 / 1.748 |
| 1996 | 86 / 341  | 1.162.949 | 18,46    | 499 / 1.789 |          |             |
| 2000 | 72 / 341  | 1.012.382 | 15,54    | 364 / 1.783 |          |             |
| 2004 | 881.816   | 13,97     | 38 / 345 | 923.887     | 15,09    | 386 / 2.144 |
| 2008 | 841.431   | 13,23     | 55 / 345 | 897.617     | 16,11    | 388 / 2.146 |
| 2012 | 655.367   | 11,82     | 41 / 345 | 701.078     | 13,13    | 321 / 2.224 |
| 2016 | 601.126   | 12,65     | 47 / 345 | 801.128     | 17,64    | 446 / 2.240 |
| 2021 | 515.269   | 8,13      | 32 / 345 | 781.640     | 12,88    | 376 / 2.252 |
| 2024 | 1.008.554 | 17,68     | 61 / 345 | 1.594.249   | 15,52    | 444 / 2.252 |

Nota: Entre 1992 i 2000 es votava només per a elegir regidors. En 1992 va haver-hi alcaldes que van compartir la meitat del període amb un altre regidor. A partir de 2004 es realitzen les votacions d'alcalde i regidors per separat.

### Eleccions de consellers regionals
| Any  | Vots      | %     | Escons   |
| ---- | --------- | ----- | -------- |
| 2013 | 805.757   | 13,90 | 41 / 278 |
| 2017 | 1.066.089 | 18,34 | 72 / 278 |
| 2021 | 702.607   | 11,45 | 53 / 302 |
| 2024 | 1.324.565 | 13,64 | 55 / 302 |

### Eleccions de convencionals constituents
| Any  | Vots    | %    | Escons   |
| ---- | ------- | ---- | -------- |
| 2021 | 412.763 | 7,23 | 15 / 155 |

## Estructura

### Presidents
| Nom                                | Foto | Inici                  | Final                  | Govern | Govern          | Govern            |
| ---------------------------------- | ---- | ---------------------- | ---------------------- | ------ | --------------- | ----------------- |
| Ricardo Rivadeneira Monreal        |      | 29 d'abril de 1987     | 11 de desembre de 1987 |        | Mlt             | Dictadura militar |
| Sergio Onofre Jarpa Reyes          |      | 11 de desembre de 1987 | 5 d'agost de 1990      |        | Mlt             | Dictadura militar |
| Andrés Allamand Zavala             |      | 5 d'agost de 1990      | 25 de juny de 1997     |        | Con             | Aylwin            |
| Andrés Allamand Zavala             |      | 5 d'agost de 1990      | 25 de juny de 1997     | Con    | Frei Ruiz-Tagle |                   |
| Alberto Espina Otero               |      | 25 de juny de 1997     | 22 de juny de 1999     | Con    | Frei Ruiz-Tagle |                   |
| Alberto Cardemil Herrera           |      | 22 de juny de 1999     | 26 de maig de 2001     |        | Con             | Lagos             |
| Sebastián Piñera Echenique         |      | 26 de maig de 2001     | 10 de març de 2004     |        | Con             | Lagos             |
| Sergio Diez Urzúa                  |      | 10 de març de 2004     | 27 de maig de 2006     |        | Con             | Lagos             |
| Carlos Larraín Peña                |      | 27 de maig de 2006     | 21 de juny de 2014     |        | Con             | Bachelet I        |
| Carlos Larraín Peña                |      | 27 de maig de 2006     | 21 de juny de 2014     | Alz    | Piñera I        |                   |
| Cristián Monckeberg Bruner         |      | 21 de juny de 2014     | 10 de març de 2018     |        | NM              | Bachelet II       |
| Mario Desbordes Jiménez            |      | 10 de març de 2018     | 28 de juliol de 2020   |        | ChV             | Piñera II         |
| Rafael Prohens Espinosa (interino) |      | 28 de juliol de 2020   | 20 de juny de 2021     |        | ChV             | Piñera II         |
| Francisco Chahuán Chahuán          |      | 20 de juny de 2021     | 7 d'octubre de 2023    |        | AG              | Boric             |
| Rodrigo Galilea Vial               |      | 7 d'octubre de 2023    | En el càrrec           |        | AG              | Boric             |

## Logotips

Emblema utilitzat entre 1987-2001, 2002-2005, i 2012-2014.
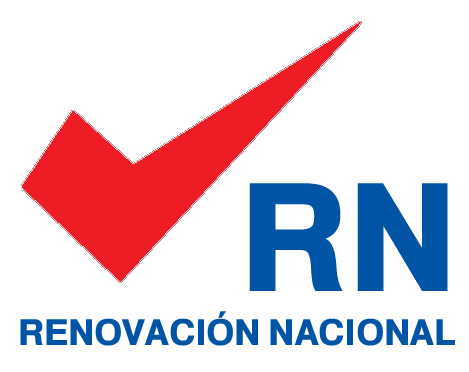
Emblema utilitzat entre 2001 i 2002.
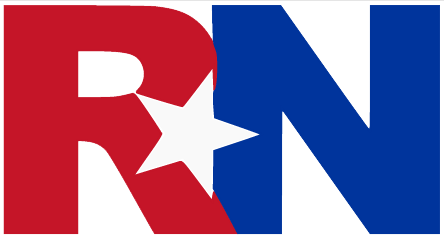
Emblema utilitzat entre 2005 i 2009.
Emblema utilitzat entre 2009 i 2012.
Emblema utilitzat des 2014.